# تری اونیل (عکاس)
تری اونیل (انگلیسی: Terry O'Neill؛ ۳۰ ژوئیهٔ ۱۹۳۸ – ۱۶ نوامبر ۲۰۱۹) عکاس اهل بریتانیا بود. اونیل در سال ۲۰۰۴ به عنوان همکار افتخاری انجمن عکاسی سلطنتی برگزیده شد.